# Ponte Dandalo
A ponte Dandalo (em georgiano:  დანდალოს ხიდი) é uma ponte de pedra medieval arqueada sobre o rio Acharistsqali, perto da cidade de Dandalo. É um monumento cultural de importância nacional na Geórgia. 

## Localização
A ponte está localizada no rio Acharistsqali, perto da cidade de Dandalo, no município de Keda, Adjara, não muito longe da rodovia Batumi, 60 km a leste da cidade.

## História
A construção da ponte Dandalo foi feita com pedra local e remonta aos séculos XI e XII.

## Descrição
A ponte tem 20 m de largura e ambos os lados são baseados na rocha para evitar serem arrastados pela corrente. A estrutura é considerada um monumento exemplar de pontes de pedra com arco georgiano.
A ponte parece uma letra S. Em termos de técnicas de construção, é muito mais difícil construir uma ponte desse tipo, uma vez que as cargas são distribuídas de forma desigual. 

Em 2006, foi listado como um monumento cultural de importância nacional na Geórgia.